# Аугусто Боал
Аугу́сто Боа́л (порт. Augusto Boal; нар. 16 березня 1931, Ріо-де-Жанейро, Бразилія — пом. 2 травня 2009, Ботафогу, Бразилія,) — драматург, письменник, театральний режисер і громадський діяч. Відомий завдяки «Театру пригноблюваних» порт. El teatro del oprimido (TDO), розробленій та впровадженій ним системі інтерактивних методів, які демократизують театральне дійство. Його погляди в мистецтві тяжіють до брехтівського епічного театру, в розумінні суспільства — до марксизму та педагогіки визволення Пауло Фрейре (порівняти: «театр пригноблюваних» Боала та «педагогіка пригноблених» Фрейре).
Дружина Боала, аргентинка Сесилія, була психоаналітиком. Їх син, Джуліан, продовжує справу батька.

## Біографічна довідка
Походить із родини португальських селян, які переселилися за океан у пошуках кращого життя.
В дитячі роки ставив з братами та кузенами сценки, щоб оживити родинні свята.
1953 року Ауґусту вирушив до США вивчати технології хімічної промисловості в Колумбійському університеті, натомість поринув у театральне та літературне життя Нью-Йорку.
Повернувшись на Батьківщину, долучився до роботи молодого сан-паульського Teatro de Arena, дебютував там у 1956 році постановкою «Про мишей та людей» за Стейнбеком. Ця робота отримала гарні рецензії та принесла митцеві винагороду Prêmio de Revelação de Direção. Боал запрошує до співпраці молодих акторів, письменників, художників та режисерів. Впроваджує елементи системи Станіславського в процес акторської підготовки. Адаптує класичні твори до реалій бразилійського життя середини XX століття. Налагоджувалася співпраця театру з музикантами та співаками. В 1958—1961 роках Боал як художній керівник Арени у співпраці з Жанфранческо Ґварньєрі проводить освітні Семінари з драматургії, які відкривали нові театральні таланти. Водночас разом зі своєю трупою відвідує з гастролями містечка й села, включно з найбіднішими регіонами країни.
Деякі спектаклі створені Боалем в той період:
- Революція в Південній Америці
- Тартюф за Мольєром
- Маленький місяць і небезпечний похід — про боротьбу Че Ґевари в Болівії.

Творчість того періоду характеризувалась як агітпроп, покликаний допомогти людям усвідомити своє реальне становище, зрозуміти, хто є їхніми гнобителями, закликати до боротьби за звільнення. Спілкування з людьми впливає на його концепцію театру, Боал відмовляється від закликів та порад, запрошуючи глядачів разом знаходити розв'язання нагальних проблем у межах театрального дійства. Напочатку 70-х він створює першу методику майбутнього інтерактивного театру: газету-театр.

### Емірація
Однак в Бразилії наприкінці 1960-х з метою спротиву комуністичному впливу посилюється військова диктатура. Так званий П'ятий інституційний акт надав необмежені повноваження керівникові держави, скасував ряд громадянських прав, позбавив будь-яких прав винних у «політичних злочинах», ввів попередню цензуру в пресі, музиці, театрі та кіно.
Протягом наступних двох років Арена гастролює в Латинамериці та США. Їх повернення чекали не лише шанувальники. За рішенням влади на початку 1971 року Боаля просто на вулиці викрадають, на деякий час ув'язнюють, піддаючи тортурам, і зрештою виганяють із країни. Ці поневіряння він описує в книзі Торквемада, виданій в Аргентині того ж року.

## Форум-театр та інші новації
У 1973 році надрукована відома книга митця Театр пригноблюваних, що перегукується (і не лише в назві) з Педагогікою пригноблених, автор якої — Пауло Фрейре, інший вигнанець, християнський демократ, однодумець та друг А. Боала (переклад «Театру..» здійснено принаймні 25-ма мовами).
У роки еміграції Боаль пропагує ідеї «театру пригноблюваних», працює в Європі, США, Латинській Америці. Виходять друком нові його твори. Він розвиває думку про мистецтво, яке дозволяє людині осягнути та змінити своє життя в акті співтворчості. Формулюються принципи, які згодом стануть основою міжнародного руху, що впливатиме не тільки на мистецтво, а й усі сфери суспільного життя. Розвиваються нові методики: імаж-театр, райдуга бажань, невидимий театр. Методика форум-театру набула найбільшого поширення, її використовують у 70 країнах викладачі та соціальні працівники, правоохоронці та громадські активісти, митці та профспілки.
З 80-х років отримує можливість періодично працювати на Батьківщині. 1986 року остаточно оселяється в Ріо, створює Центр театру пригноблюваних і працює в ньому. Тісно співпрацює з правозахисними організаціями. Застосовує методи вуличного театру для активізації громади, напрацювання законодавчих ініціатив, політичного лобіювання.
Так, у 1992 році в театралізованій формі балотується на виборах у міську раду і перемагає. З 1992 по 1996 озвучує чотири десятки законопроєктів створених міською громадою в інтерактивній формі «законодавчого театру». 13 законів проголосовані та набули чинності. Боаль продовжує цю діяльність і по завершенню свого перебування на посаді. Його досвід був використаний в інших містах, де приймаються ще чотири закони розроблені «законодавчим театром».
Міжнародний рух «театрів пригноблюваних» або «форум-театрів» набуває значного поширення. Боаль влаштовує фестивалі та продовжує пропагувати свої ідеї у світі. Чільною в створенім ним русі досі залишається Міжнародна організація театру пригноблюваних [Архівовано 1 травня 2022 у Wayback Machine.] англ. International Theatre of the Oppressed Organisation (ITO).
Серед великих постановок цього періоду — «самба-опера» за мотивами «Кармен» Бізе (1998).
2008 року був номінований на Нобелівську премію миру.
Останні роки життя Боаль хворів на лейкемію. Помер у 78 років від респіраторної інфекції в лікарні курортного передмістя Ріо.